# Davide Bernasconi (imprenditore)
Davide Bernasconi (Milano, 1849 – Monte Carlo, 27 gennaio 1922) è stato un imprenditore, politico e filantropo italiano, pioniere dell'industria tessile di Cernobbio alla fine dell'Ottocento.

## Biografia
A soli diciassette anni fuggì di casa per combattere nelle file dei garibaldini a Bezzecca, battaglia cruciale della terza guerra d'indipendenza. Dopo aver conseguito la laurea in Ingegneria meccanica al Politecnico di Milano, nel 1873 si trasferì a Cernobbio, dove entrò, in qualità di socio, nella piccola azienda tessile Broggi e Coduri. Gli bastarono due soli anni per sviluppare una significativa competenza nel settore. Grazie agli aiuti finanziari provenienti dal Banco Lombardo Sete, rilevò la Broggi e Coduri per dar vita alla Ditta Davide Bernasconi (poi divenuta nel 1899 Tessiture Seriche Bernasconi), capace di diventare - in pochi anni - un successo imprenditoriale di ampie proporzioni (quotidianamente, a pieno regime, dai telai potevano uscire fino a 18.000 metri di stoffa). 
Bernasconi si considerava un imprenditore illuminato, a cui competeva la responsabilità di occuparsi del benessere delle sue maestranze. Così istituì dei dormitori, un condominio per gli operai e abitazioni per gli impiegati e i dirigenti. Non si interessò soltanto alla fabbrica e ai suoi dipendenti, ma diede un contributo significativo anche allo sviluppo di Cernobbio. A lui si deve infatti la costruzione dell'asilo infantile (che ancora oggi porta il suo nome), iniziata nel 1880 e ultimata nel settembre del 1883. Nel decennio successivo si adoperò per dotare il paese di energia elettrica e di gas. Fu eletto più volte consigliere comunale di Cernobbio, nonché sindaco negli ultimi anni dell'Ottocento. Per "meriti industriali e benemerenza pubblica" fu insignito dei titoli di Cavaliere e Commendatore. Fu uno dei promotori e principali finanziatori del monumento ai caduti della prima guerra mondiale, opera dello scultore milanese Angelo Galli, inaugurato il 18 marzo del 1923 in Riva.
Morì a Montecarlo, dove si era recato per un breve periodo di riposo, il 27 gennaio 1922. Il giorno del suo funerale fu decretato il lutto cittadino.